# Csekey István

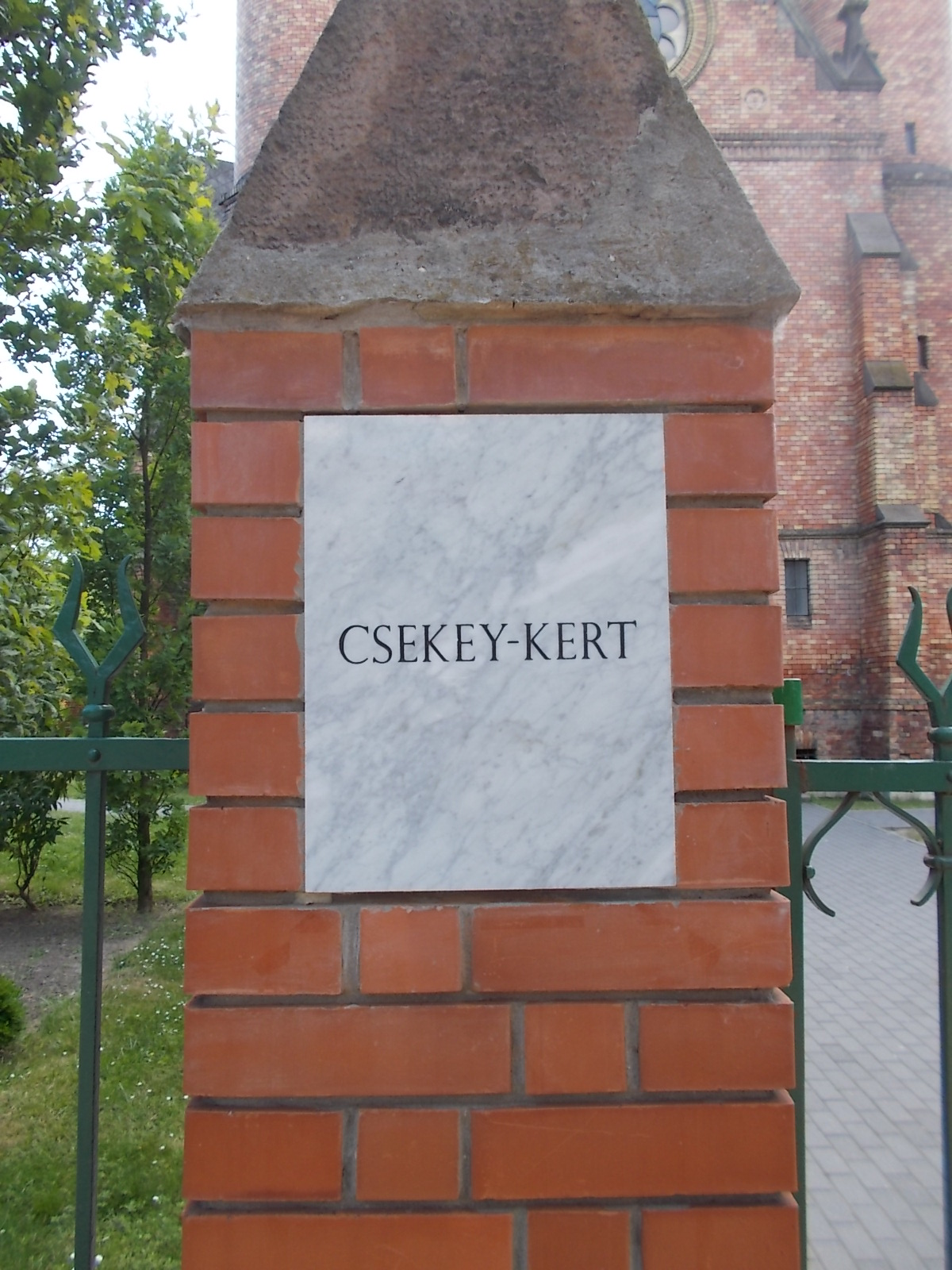
Csekey – templomkert. Tábla a Református templom utcai kapujának oszlopán. Szolnok, Sóház utca. 2016.

Csekey István (Szolnok, 1889. február 2. – Pécs, 1963. augusztus 17.) magyar jogász, egyetemi tanár, jogtudós.

## Élete
Szülei tanult emberek voltak, apja református lelkész, anyja polgári iskolai tanár. Középiskolai tanulmányait a Szolnoki Állami Főgimnáziumban végezte. Jogi tanulmányait 1907 és 1922 között a kolozsvári, a strasbourgi, a heidelbergi és a berlini egyetemen folytatta, utóbbit állami ösztöndíjjal. 1911-ben Kolozsvárott avatták államtudományi doktorrá, 1913-ban jogtudományi doktorátust is szerzett. 1918 decemberében a budapesti egyetemen magyar közjogból habilitált.
Pályafutása 1912-ben a kecskeméti református jogakadémián indult, ahol a közigazgatási jog, statisztika és művelődéstörténet helyettes tanára, 1913-tól nyilvános rendkívüli tanára, 1919-től nyilvános rendes tanára lett. 1923-ban az észtországi Tartuba hívták, ahol 1931-ig a közigazgatási jog egyetemi tanáraként működött. Közben megszervezte itt a Magyar Tudományos Intézetet is, melynek igazgatója volt. Munkássága elismeréseként megkapta az Észt Tudós Társaság örökös tagja címet, a tartui egyetem pedig tiszteletbeli doktori címmel tüntette ki.
1931-től 1940-ig a Szegedre költöztetett Kolozsvári Magyar Királyi Ferenc József Tudományegyetem Politika Tanszékének vezetőjeként dolgozott. 1938 és 1939 folyamán a Jog- és Államtudományi Kar dékánja, 1940-ben prodékánja volt.  A Szegeden töltött évek alatt aktív tagja lett az Alföldkutató Bizottságnak és a Dugonics Társaságnak, s 1939-40-ben ellátta az Acta Litterarum ac Scientiarum Regiae Universitatis Hungaricae Francisco-Josephinae című lap szerkesztőbizottságának főtitkári feladatait is.
1940-1945-ben Kolozsvárott tanított, majd 1945-1946-ban ismét Szegeden. 1946-tól 1951-ig, nyugdíjazásáig a Pécsi Egyetem jogi karának volt a tanára. Pécsett 1947 és 1949 között a dékáni tisztséget is vitte.

## Munkássága
Már hallgató korában jelentős jogtörténeti tanulmányokat írt. Elsősorban a közjog, ezen belül a magyar történeti alkotmány jogi kérdéseivel foglalkozott. De jelentős kutatói munkát fejtett ki az észt-finn-magyar történelmi, kulturális és jogi-jogrendszerbeli kapcsolatok kutatásában, sőt foglalkozott Liszt Ferenc magyarságának kérdésével, lengyel irodalommal, idősebb korában pedig Baranya megye helytörténetével is. Említést érdemel a magyar-orosz jogászkapcsolatok kutatásának területén kifejtett munkássága is (Balugyánszky Mihály). 
Több észt kitüntetéssel ismerték el munkáját: Észt Vöröskereszt I. oszt. második fokozat (1932), a csillaggal (1936), Észt Fehércsillag-rend II. oszt. a csillaggal (1938).
Számos nemzetközi és hazai jogi, irodalmi és külügyi társaságnak volt a tagja, amelyekben vezetői feladatokat is ellátott. Ellátta a Magyar–Finn Társaság elnöki és a Magyar–Észt Társaság társelnöki feladatait. Választmányi tagjává választotta, a Magyar Jogászegylet, a Magyar Társadalomtudományi Társaság, a Magyar Protestáns Irodalmi Társaság és a Magyar Mickiewicz Társaság. Az MTA Jogtudományi Bizottságának 1943-tól a meghívott tagja volt.

## Fontosabb művei
- A magyar pragmatica sanctio írott eredetijéről (Bp., 1916)
- A magyar Trónöröklési rend|trónöröklési jog (Bp., 1917)
- Die Verfassungsentwicklung Estlands 1918-1928 (Jahrbuch des öffentlichen Rechts, XVI. Tübingen, 1928)
- A szovjet államszemlélete. (Szeged, 1932)
- Liszt Ferenc származása és hazafisága. (Bp., 1937.)
- Faj és nemzet. (Bp., 1939.)
- Werbőczy és a magyar alkotmányjog. A Tripartitum bibliográfiájával (Kolozsvár, 1942)
- Magyarország alkotmánya (Bp., 1943)
- A Magyar Köztársaság alkotmánya (Pécs, 1947)

## Emlékezete
- Pécsett utca viseli a nevét.
- Az Egymásért vagyunk című, 2020-ban megjelent tudománytörténeti összeállításban munkásságára történő visszatekintés jelenik meg.[1]

## Külső hivatkozások
- Három műve a Magyar Társadalomtudományok Digitális  Archívumában mtdaportal.extra.hu
- Csekey István: Tehet-e közigazgatási intézkedéssel kivételt a miniszter saját rendelete alól? mek.oszk.hu